# Музей науки и космоса
Музей науки и космоса (исп. El Museo de las Ciencias y el Cosmos), музей астрономии, технологий и науки, расположенный в городе Сан-Кристобаль-де-ла-Лагуна на острове Тенерифе, на испанских Канарских островах. Он принадлежит Cabildo de Tenerife и Организации Музеев и Центров Тенерифе. Музей открылся в 1993 году по инициативе Cabildo и Института астрофизики Канарских островов (IAC) и считается главным музеем астрономии и науки Канарских островов и Макаронезийского архипелага.

## История
Здание было спроектировано архитекторами Жорди Гарсесом и Энриком Сориа, а музей спроектирован Энриком Франчем. Музей имеет форму полузвезды и расположен рядом с Институтом Астрофизики Канарских Островов в Ла-Лагуне.
Созданию музея способствовали сам институт (во главе с Игнасио Гарсиа де ла Роса) и Кабильдо де Тенерифе . На открытии 11 мая 1993 г. присутствовал российский космонавт Сергей Крикалев, а 6 июля 1993 г. её посетил принц Астурийский .
Нынешний директор музея — Эктор Сокас-Наварро (с 11 апреля 2019 г.).

## Экспонаты
Музей был задуман как современный музей науки, ориентированный на научную коммуникацию посредством взаимодействия с экспонатами и дисплеями.
Он охватывает все науки, с уклоном в сторону астрономии. В музее есть постоянная экспозиция, которая включает такие темы как вращение Земли, солнечная активность (включая солнечные пятна и вспышки), орбиты вокруг звезд и черных дыр, а также более общие научные темы: оптика, принципы действия рычага, принцип работы мобильного телефона, органы человека и т. д.. В нём также есть астрономический зал с моделями телескопов, таких как Гран Телескопио Канарии, обсерватория Тейде и обсерватория Роке-де-лос-Мучачос.
Также в музее есть планетарий с проекционной системой GOTO GE II для показа 2800 звезд и цифровой проекционной системой Digistar 5 с различными шоу.
На Пласа-дель-Музео (музейная площадь) есть радиотелескоп, на который нанесены координаты горы Тенерифе на Луне, а также небольшой телескоп и аналемматические солнечные часы.
Помимо этого музей оснащен аудиторией с регулярными лекциями, проводятся астрономические вечера, есть кемпинг.

## Работа музея
Музей управляется Cabildo de Tenerife и Museos de Tenerife. Остановка Museo de la Ciencia линии 1 трамвая Tenerife находится сразу за музеем.
Экспозиция открыта с 9:00 до 20:00 со вторника по субботу и с 10:00 до 17:00 по воскресеньям, понедельникам и праздникам. на 2019 год общий входной билет стоит 5 евро (снижен до 3 евро для жителей), скидка 3,50 евро для студентов и пенсионеров (2 евро для резидентов), бесплатный вход по пятницам и субботам с 16:00 до 20:00, а в праздничные дни с 13:00 до 17:00. Плата за вход в планетарий составляет 1 евро.